# 極東部隊 (ドイツ海軍)
極東部隊（ドイツ語: Fernost-Verband）は、第二次世界大戦中のドイツ海軍が編成した部隊である。主に太平洋で活動した。

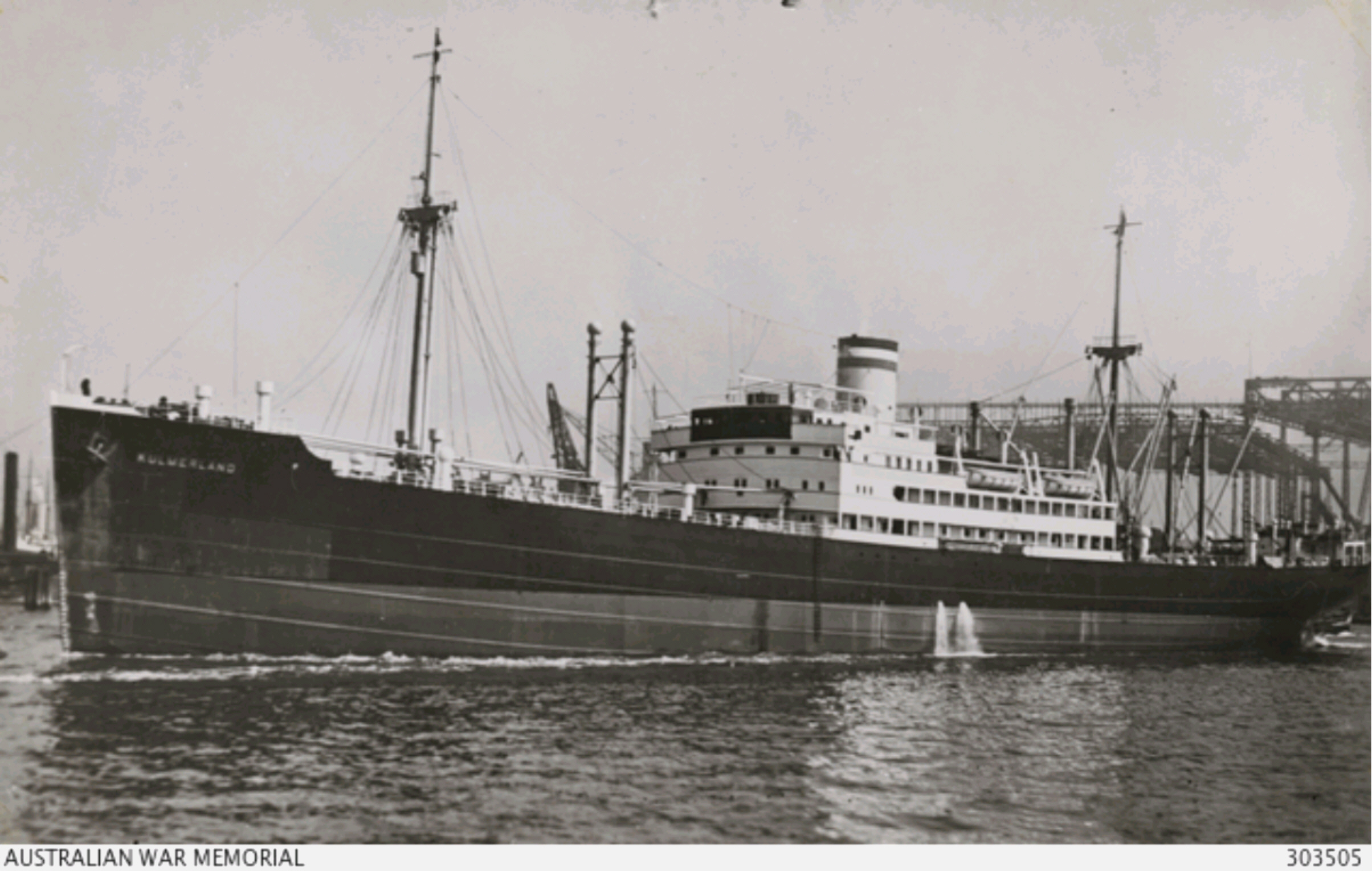
「クルマーラント」(Kulmerland)

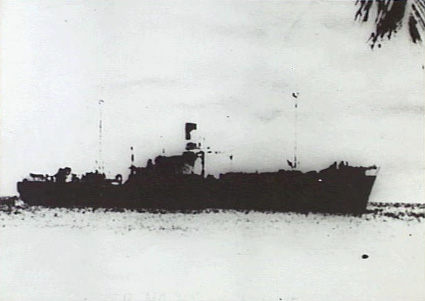
「コメート」(Komet)

## 結成
極東部隊は通商破壊船1号（Handelstörkreuzer 1, HSK 1）こと「オリオン」と通商破壊船7号（HSK 7）こと「コメート」の仮装巡洋艦2隻、そして「クルマーラント」と「レーゲンスブルク」の補給艦2隻の合計4隻から成る。1940年10月18日、4隻はニューギニア島の北およそ1500kmに位置するラモトレク環礁・ラモトレク島にて合流し、極東部隊を結成した。ラモトレク島はカロリン諸島に属する大日本帝国の委任統治領で、1919年にヴェルサイユ条約に基づき放棄されるまではドイツ帝国の植民地だった。部隊の結成に先立ち、「コメート」と「クルマーラント」は10月14日からラモトレク島に停泊していた。
「コメート」は1940年7月3日にゴーテンハーフェンから出港し、北極海シベリア側を経由して太平洋に到達した。「オリオン」は1940年3月30日にキールを出港して大西洋に出た後、ホーン岬側を経由して太平洋を目指した。「レーゲンスブルク」は1940年9月末、「クルマーラント」は10月初頭にそれぞれ日本から出航した。

## 活動
極東部隊に課せられた任務は、仮装巡洋艦を用いて敵国の商船に対する移乗攻撃を試み、これを略奪あるいは撃沈することである。指示や情報は、ベルリンにある海軍戦争指導部からの通信により与えられた。
最先任士官だった「コメート」艦長ロベルト・アイッセンが部隊長を兼任した。10月18日の合流の後、「レーゲンスブルク」は2隻の仮装巡洋艦に飲料水と燃料を供給し、以後は日本から極東部隊各艦に必要物資を送り届ける任務に着く。また「コメート」搭載の偵察機が10月2日に発艦時の事故で大破していたため、これの補充も重要な任務の1つだった。「コメート」は「オリオン」に対し、偵察機の予備部品を引き渡している。補給のために部隊を離れた「レーゲンスブルク」は10月27日までに横浜港に入り、商船から各種物資を受領した。この際に発注された「コメート」用の偵察機はAr196水上機で、シベリア鉄道を利用して日本に送り届けられることになっていた。
10月20日、部隊はラモトレク島を出発する。出撃の際、アイッセンは部隊命令1号 (Verbandsbefehl Nr. 1) を発令した。これは最大散開隊形の維持を意味する命令で、各艦は僚艦を視認しうる限界まで距離を取り、夜間を除き通常は個別に索敵を行うこととされていた。極東部隊は出撃からの数週間で商船7隻（合計53,000トン）を襲撃・撃沈した。

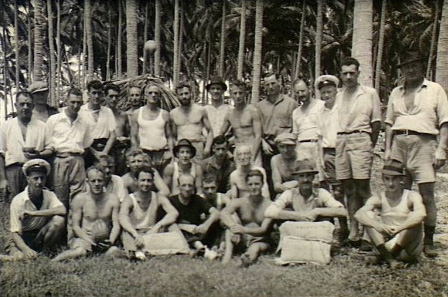
極東部隊の襲撃を受けた後、エミラウ島に放置された商船の乗組員（1940年12月）

1940年12月7日、極東部隊はナウル島から3海里ほど離れた地点で戦闘態勢に入った。同島はニューギニアから東へ2,000kmほど離れた場所に位置し、鳥糞石の豊富な鉱床があった。鳥糞石はリン鉱石の一種で、精製することで肥料として非常に価値のあるリン酸塩を得られる。極東部隊では同島に上陸して精製設備や石油タンクなどを破壊するべく、185人の上陸部隊を編成した。ただし、悪天候がその後数日間続いたため、上陸自体は断念することとなった。

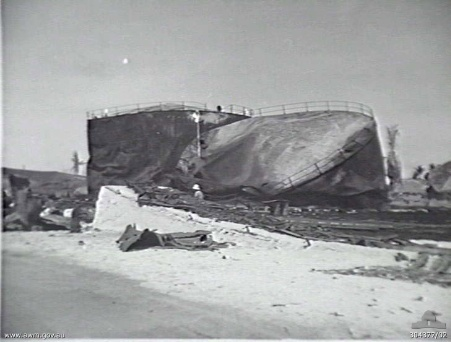
極東部隊により破壊されたナウル島の石油タンク。

1940年12月21日、極東部隊はラモトレク島から東へおよそ500kmの位置にあるエミラウ島に上陸した。この際、襲撃の折に捕らえていた商船乗組員および乗客675名のうち女子供を含む514名を解放した。ただし、軍人については引き続き捕虜として各艦内に収容されていた。

## 解散
1940年12月21日、アイッセンは極東艦隊の解散を宣言した。所属艦のうち「クルマーラント」は日本本土へ戻り、「オリオン」は以前から予定されていたオーバーホールのためにしばらく南太平洋方面に残っていた。「コメート」はナウル島に戻り、1940年12月27日には同島への砲撃を行なっている（ナウルの戦い）。
1941年1月上旬、日本から出発したドイツ船「エルムラント」はラモトレク環礁にて、「オリオン」から捕虜183人（主に極東部隊が捉えた）を引き渡され、1月9日にドイツ占領下のボルドーに向けて出発した。
なお、ソビエト連邦当局が自国領内を軍需物資が通過することを認めなかったため、結局「コメート」のAr196水上機は届かなかった。